# John Steinbeck
John Steinbeck (født 27. februar 1902 i Salinas, død 20. december 1968 i Harlem) var en amerikansk forfatter. Han fik Nobelprisen i litteratur i 1962 "for sit realistiske og fantasifulde forfatterskab, der kombinerer solidarisk humor med dybfølt social indsigt." Han er blevet kaldt "en gigant inden for amerikansk skrivning", og mange af hans værker anses for at være klassikere inden for vestlig litteratur.
Steinbeck skrev 27 bøger, heriblandt 16 romaner, seks non-fiktionsbøger og to novellesamlinger. Han er især kendt for de humoristiske romaner Dagdriverbanden (1935) og Et mægtigt gilde (1945), familieeposset Øst for paradis (1952) samt kortromanerne Mus og mænd (1937) og Den røde pony (1933). Vredens druer (1939), der modtog Pulitzerprisen, regnes for hans mesterværk og er en del af den amerikanske litteraturkanon. Den er i løbet af sine første 75 år solgt i over 14 millioner eksemplarer.
Selv om Steinbecks bøger faktisk spænder ganske bredt i deres emner, står han for mange læsere i høj grad som en hjemstavnsforfatter. Mange af hans bøger foregår helt eller delvist i Salinas-dalen i Californien, hvor han var født og voksede op. Temaerne i hans værker kredser ofte om skæbne og uretfærdighed, særligt når den rammer forkuede og helt almindelige personer.

## Opvækst og ungdom
Steinbeck blev født i Salinas, Californien, 27. februar 1902. Han var af tysk, engelsk og irsk afstamning. Johann Adolf Großsteinbeck (1828-1913) forkortede sit navn ved immigrationen til USA. Familiens gård i Heiligenhaus, Nordrhein-Westfalen i Tyskland, hedder fortsat "Großsteinbeck".
Hans far, John Ernst Steinbeck (1862-1935), var ansvarlig for finanserne i Monterey County, og hans mor, Olive Hamilton (1867-1934), var oprindeligt lærer og delte sønnens passion for at læse og skrive. Steinbeck-familien var medlemmer af den episkopale kirke, og John Steinbeck forblev gennem livet sympatisk indstillet over for denne kirke, skønt han ofte er blevet karakteriseret som agnostiker. Steinbeck voksede op i en lille landlig by, ikke meget mere end by i udkanten af det amerikansk samfund, der lå midt i et af verdens mest frodige landområder. Om sommeren arbejdede han på gårde i nabolaget og senere sammen med immigrantarbejdere på sukkerroegårde. Her oplevede han de barskere sider af immigranternes liv og de mere dunkle sider af menneskelivet, hvilket gav ham materiale, der senere kom til udtryk i værker som Mus og mænd. Han udforskede det område, han boede i, ved at vandre i skove, marker og på gårde. Mens han var på Spreckels Sukkerkompagni, arbejdede han nogle gange i firmaets laboratorium, hvilket gav ham tid til at skrive. Han havde gode evner for mekanik og var glad for at reparere ting, han ejede.
Steinbeck blev student fra Salinas High School i 1919 og gik derpå i gang med at studere engelsk litteratur på Stanford University nær Palo Alto. Han fik aldrig eksamen herfra, idet han forlod universitetet i 1925. Han rejste nu til New York City, hvor han fik forskellige forefaldende jobs, mens han forsøgte at skrive. Det lykkedes ikke for ham at få noget udgivet, og han vendte derpå hjem til Californien i 1928, hvor han fik arbejde som turguide og pedel ved Lake Tahoe. Her mødte han Carol Henning, der blev hans første hustru. De blev gift i januar 1930 i Los Angeles, hvor han nu, med venners hjælp, forsøgte at tjene penge ved at fremstille plastikmannequiner.
Da de ikke kunne tjene penge efter et halvt års tid på grund af de dårlige tider, flyttede Steinbeck med sin hustru tilbage til Pacific Grove, hvor de slog sig ned i en lille hytte, som hans far ejede på Monterey-halvøen lidt uden for byen Monterey. Steinbecks far lod sønnen bo der gratis, betalte papir til hans skriverier og havde allerede fra 1928 givet ham lån, der gjorde det muligt for ham at koncentrere sig om sin skrivevirksomhed. Under depressionen købte Steinbeck en lille båd og hævdede senere, at han havde været i stand til at leve af de fisk og krabber, han fangede i havet, sammen med friske grønsager fra egen have og de lokale gårde. Da den økonomiske situation blev værre, modtog Steinbeck og hans hustru offentlige midler, og i enkelte tilfælde stjal de bacon fra det lokale marked. Den mad, de til enhver tid havde, delte de med deres venner. Hustruen Carol blev model for figuren Mary Talbot i Steinbecks roman Dagdriverbanden.
I 1930 mødte Steinbeck marinbiologen Ed Ricketts, som blev hans nære ven og mentor i det følgende årti. Ricketts, der for det meste var ganske fåmælt, men vellidt, havde en indre ro og besad en encyklopædisk viden om mange emner, og han kom mere og mere i Steinbecks søgelys. Ricketts var elev af Warder Clyde Allee, biolog og økologisk teoretiker, som skulle komme til at skrive en af de første klassiske værker om økologi. Ricketts blev tilhænger af den økologiske tankegang, hvori mennesket blot er et led i livets store ring, fanget i livets spind, som var alt for stort for ham at kontrollere og forstå. Samtidig stod Ricketts i spidsen for et biologisk laboratorium på kysten ved Monterey, hvorfra der blev solgt biologiske eksemplarer af små dyr, fisk, søstjerner, skildpadder og andre havdyr til skoler og gymnasier.
I perioden 1930 til 1936 blev Steinbeck og Ricketts nære venner. Steinbecks hustru begyndte at arbejde i Ricketts' laboratorium som bogholder, mens Steinbeck selv hjalp til på et mere uformelt plan. Deres forhold var i høj grad baseret på deres fælles glæde ved musik og kunst, og Steinbeck lærte af Ricketts om biologi og hans økologiske filosofi. Når Steinbeck var følelsesmæssigt uligevægtig, spillede Ricketts nogle gange musik for ham.

## Karriere

### Tidligt forfatterskab
John Steinbecks første roman, Månens gyldne bæger (Cup of Gold, 1929), er løst baseret på kaperen Henry Morgans liv og død. Den er centreret om Morgans angreb på og hærgning af byen Panama, nogle gange omtalt som "Det gyldne bæger" (deraf romanens titel), og de kvinder, der var lysere end solen, som efter sigende fandtes der.
I perioden 1930-1933 skrev Steinbeck tre mindre værker. De himmelske græsgange (The Pastures of Heaven, udgivet 1932) består af tolv sammenvævede historier om en dal i nærheden af Monterey, som blev opdaget af en spansk korporal, da han jagtede undvegne indianerslaver. I 1933 fik Steinbeck udgivet Den røde pony (The Red Pony), en 100 sider lang historie i fire kapitler, der indarbejder minder fra Steinbecks barndom. Til en ukendt gud (To a God Unknown, 1933), der har navn efter en vedisk hymne, følger en livet hos en gårdmand og hans familie i Californien og beskriver en figur med en umiddelbar og hedensk tilbedelse af den jord, han arbejder på. Skønt han ikke endnu havde opnået en status som veletableret forfatter, tvivlede Steinbeck aldrig på, at han nok skulle opnå storhed.
Steinbeck fik sin første ros fra anmeldere med udgivelsen af Dagdriverbanden (Tortilla Flat, 1935), en roman der foregår i tiden efter 1. verdenskrig i Monterey, Californien. Romanen blev tildelt guldmedaljen fra Californiens Commonwealth Club. Romanen skildrer livet blandt en gruppe unge mænd, der var uden for de normale samfundsklasser og ofte hjemløse, i efterkrigstidens Californien, lige inden spiritusforbuddet i USA. De skildres i ironisk sammenligning med mytiske riddere på mission og afviser næsten alle det amerikanske samfunds normale regler for i stedet at hengive sig til nydelsen af et udsvævende liv med vin, begær, kammeratskab og småtyverier. Ved tildelingen af Nobelprisen i 1962 beskrev det svenske akademi den som "krasse og komiske fortællinger om en baned paisanos, asociale individer, der i deres vilde eskapader næsten er karikaturer på kong Arthurs riddere om det runde bord. Det er blevet sagt, at i USA udkom denne bog som en velkommen modsætning til dysterheden i den på det tidspunkt fremherskende depression." Dagdriverbanden blev i 1942 filmatiseret under samme navn med navne som Spencer Tracy, Hedy Lamarr og John Garfield i nogle af rollerne (sidstnævnte var ven med Steinbeck).
Steinbeck begyndte nu at skrive på en serie "Californien-romaner" og Dust Bowl-fiktion, der udspillede sig blandt almindelige mennesker under depressionen. Blandt de værker, der kom ud af dette, var Det ukuelige sind (In Dubious Battle), Mus og mænd (Of Mice and Men) samt Vredens druer (The Grapes of Wrath). Han skrev også en artikelserie til San Francisco News under fællestitlen The Harvest Gypsies om løsarbejderes skæbne.
Mus og mænd er et drama om drømmene hos to løsarbejdere inden for landbruget i Californien. Den fik ros af kritikerne, og ved nobelpristildelingen i 1962 blev den betegnet som et "lille mesterstykke". Som teaterstykke blev det en stor succes, der i originalopsætningen havde Wallace Ford i rollen som George og Broderick Crawford som hans følgesvend, den mentalt barnlige, men fysisk stærke omrejsende karl, Lennie. Steinbeck nægtede at rejse til New York fra sit hjem i Californien for at overvære stykket, idet han fortalte teaterdirektøren George S. Kaufman, at stykket, som det fandtes i hans hoved, var "perfekt", og at uanset hvad der blev opført på en scene, ville det blot blive en skuffelse for ham. Steinbeck skrev senere yderligere to teaterstykker, Månen er skjult (The Moon Is Down) og Livsflammen (Burning Bright).
Mus og mænd blev filmatiseret i 1939 med Lon Chaney, Jr. som Lennie (han havde spillet samme rolle i Los Angeles-teateropsætningen) og Burgess Meredith som George. Meredith og Steinbeck blev efter dette nære venner i mange år. Endnu en filmatisering blev lavet i 1992 med Gary Sinise som George og John Malkovich som Lennie. Som teaterstykke blev Mus og mænd sat op i Danmark på Aveny Teatret i 1961 med Ove Sprogøe som George og Dirch Passer som Lennie. Det var tænkt fra Passers side som et forsøg på at blive anerkendt som seriøs skuespiller, efter at han gennem mange år havde været kendt som komiker. Imidlertid kunne publikum ikke se Passer uden at grine, og dette rystede skuespilleren så meget, at man var nødt til at tage stykket af plakaten efter ganske få opførelser. Passer kom aldrig senere til at spille lignende seriøse roller.
Denne bølge af succes blev for Steinbeck fulgt op af Vredens druer (The Grapes of Wrath, 1939), der var baseret på de avisartikler om omrejsende løsarbejdere i landbruget, han havde skrevet i San Francisco. Romanen er ofte betegnet som hans hovedværk. Ifølge The New York Times var bogen den bedst sælgende i USA i 1939, og i februar 1940 blev der trykt et kæmpeoplag på 430.000 eksemplarer. Samme måned vandt bogen National Book Award som bedste fiktionsbog i 1939, udpeget af sammenslutningen af amerikanske boghandlere. Senere samme år modtog bogen Pulitzerprisen for bedste fiktionsbog, og den blev filmatiseret af John Ford med Henry Fonda i hovedrollen som Tom Joad; Fonda blev for sin rolle nomineret til en Oscar for bedste mandlige hovedrolle.
Vredens druer var kontroversiel. Steinbecks syn på New Deal-politikken, negative beskrivelser af nogle aspekter af kapitalismen og sympatien for løsarbejdernes skæbner gav bagslag for forfatteren, særligt i hans nærmeste omegn. Med henvisning til, at bogen var både obskøn og ikke var retvisende i sin skildring af countyet, blev bogen sortlistet på offentlige skoler og biblioteker i Kern County i august 1939. Dette stod på indtil januar 1941.
Om denne kontrovers skrev Steinbeck: "Dæmoniseringen af mig herude fra store landbesiddere og bankfolk er rigtig slem. På det seneste har de spredt et rygte om, at 'okierne' hader mig og har truet med at dræbe mig for at lyve om dem. Det er helt ude af kontrol; jeg mener, at der er vokset en slags hysteri op om bogen, der ikke er sund."

### Ed Ricketts' indflydelse
I 1930'erne og 1940'erne havde Ed Ricketts stor betydning for Steinbecks forfatterskab. De to tog jævnligt på ture langs Californiens kyst, for Steinbeck som afveksling fra hans skrivevirksomhed og for Ricketts som en del af hans indsamling af biologisk materiale til salg i hans forretning. I 1940 tog de på en indsamlingsekspedition til den Californiske Bugt, og efterfølgende skrev de i fællesskab en bog herom. Bogen var delvis en turberetning, delvis naturhistorie, og den blev udgivet netop som USA gik ind i anden verdenskrig, hvilket betød, at den aldrig opnåede en større læserskare og solgte ikke ret godt. I 1951 genudsendte Steinbeck den fortællende del af bogen under titlen Logbog fra Cortezhavet (The Log from the Sea of Cortez) under sit eget navn (Ricketts havde faktisk skrevet noget af denne del). 
Skønt hustruen Carol også var med på turen, var der begyndt at komme knas i ægteskabet, og i 1941 blev parret skilt, mens Steinbeck var i gang med at skrive på bogen om turen. Det følgende år gifte Steinbeck sig med Gwyndolyn "Gwyn" Conger. Parret fik to børn.
Ricketts stod som rollemodel for figuren "Doc" i Et mægtigt gilde og En dejlig torsdag (Sweet Thursday, 1954), for "Friend Ed" i Livsflammen samt figurer i Det ukuelige sind og Vredens druer. Økologiske temaer kan findes i Steinbecks romaner fra den tid.
Steinbecks nære forbindelse med Ricketts sluttede i 1941, da Steinbeck flyttede fra Pacific Grove og blev skilt fra Carol. Forfatteren Eric Enno Tamm, der har skrevet en biografi om Ed Ricketts, anfører, at hvis man ser bort fra Øst for Paradis (1952), faldt Steinbecks forfatterskab i kvalitet efter Ricketts' tidlige død i 1948.

### Senere forfatterskab
Månen er skjult (The Moon Is Down, 1942) om en sokratisk-inspireret ånd og modstand i en besat landsby i Nordeuropa blev meget kort efter udgivelsen filmatiseret. Det er en almindelig antagelse, at det unavngivne land i romanen er Norge, og at besætterne er Nazityskland. Kort efter krigen, i 1946, modtog Steinbeck Haakon VIIs Frihedskors for sit kunstneriske bidrag til den norske modstandskamp.
I 1943 fungerede Steinbeck som krigskorrespondent for New York Herald Tribune og arbejdede for Office of Strategic Services (forgængeren for CIA). I den perioden blev han ven med Will Lang, Jr. fra Time/Life Magazine. Under krigen fulgte Steinbeck med på kommandomissioner under Douglas Fairbanks Jr.'s Beach Jumpers-program, hvor små afledningsoperationer blev igangsat mod tyskbesatte øer i Middelhavet. I en operation fulgte han med Fairbanks under erobringen af en ø ud for den italienske kyst og hjalp med til at tage italienske og tyske krigsfanger ved brug af en Tommy Gun. Nogle af hans skriverier fra den periode blev udgivet i dokumentar-bogen Der var engang en krig... (Once There Was a War, 1958).
Steinbeck vendte hjem fra krigen med granatsplinter i kroppen og et psykisk traume. Som altid var hans svar herpå at skrive sig ud af krisen. Han skrev historien, som Alfred Hitchcocks film Redningsbåden (1944) er bygget på, og han skrev sammen med Jack Wagner historien til filmen A Medal for Benny (1945), der handler om "paisanos" fra Dagdriverbanden, der drog i krig. Senere bad han om at få sit navn fjernet fra rulleteksten til Redningsbåden, da han syntes, den endelige version af filmen havde racistiske undertoner. I 1944, hvor han længtes tilbage til sit liv i Pacific Grove/Monterey i 1930'erne, skrev han Et mægtigt gilde (udgivet 1945), som blev så berømt, at Ocean View Avenue i Monterey, hvor romanen foregår, i 1958 blev omdøbt til Cannery Row (romanens engelske titel).
Efter krigen skrev han Perlen (The Pearl, 1947) med en viden om, at den på et tidspunkt ville blive filmatiseret. Historien udkom første gang i Woman's Home Companions decembernummer 1945, hvor den var illustreret af John Alan Maxwell. Romanen er en fantasifuld beretning ud fra en historie, som Steinbeck første gang hørte fortalt i La Paz i 1940, og den er nævnt i kapitel 11 i Logbog fra Cortezhavet: "Historien ser ud til at være autentisk, men den er så tæt på en lignelse, at den næsten ikke kan være det." Steinbeck rejste til Mexico sammen med Jack Wagner, som hjalp med at skrive manuskriptet; denne tur var med til at interessere ham for historien om Emiliano Zapata, og han skrev efterfølgende manuskriptet til Viva Zapata!, som Elia Kazan instruerede med Marlon Brando og Anthony Quinn i hovedrollerne.
I 1947 rejste Steinbeck på den første af mange ture til Sovjetunionen, på denne tur sammen med fotografen Robert Capa. De besøgte Moskva, Kijev, Tbilisi, Batumi og Stalingrad som nogle af de første amerikanere til at besøge mange steder i landet efter den Russiske Revolution 1917. Steinbecks bog om oplevelserne fra 1948, Russisk dagbog (A Russian Journal), var illustreret med Capas fotos. Samme år blev Steinbeck indvalgt i American Academy of Arts and Letters.
I 1952 udkom Steinbecks længste roman, Øst for Paradis (East of Eden), som hans tredje kone, Elaine, udtalte, at han selv betragtede som sit magnum opus, sin største roman. Efter succesen med Viva Zapata! samarbejdede Steinbeck i 1955 med Elia Kazan om indspilningen af filmudgaven af romanen, der var James Deans filmdebut.
Også i 1952 optrådte John Steinbeck som synlig fortæller på filmen O. Henry's Full House, der er en antologi bestående af fem separate historier, der introduceres af Steinbeck. Året efter indspillede han for Columbia Records et par af sine noveller på plade.
I 1960 skrev han rejseberetningen På rejse med Charley (Travels with Charley: In search of America) om en tur, han tog med sin puddel Charley. I beretningen begræder Steinbeck tabet af sin ungdom og sine rødder, mens han både kritiserer og taler begejstret om sit hjemland. Ifølge sønnen Thom gennemførte Steinbeck turen, fordi han vidste, at han var dødssyg, og at han var blevet beskyldt for at have mistet forbindelsen med store dele af USA. I de seneste år er det imidlertid kommet frem, at beretningen rent faktisk ikke bygger på den tur, der beskrives i bogen, men at bogens indhold i det store og hele er opspind.
Steinbecks sidste roman blev Vort mismods vinter (The Winter of Our Discontent, 1961) behandler det moralske forfald i USA. Hovedpersonen Ethan bliver mere og mere utilpas med sit personlige moralske forfald samt for sine nærmest stående. Bogen viste Steinbeck fra en ganske anden side end det tidligere amoralske og økologiske præg i bøger som Dagdriverbanden og Et mægtigt gilde. Bogen var ikke nogen kritikersucces. Mange anmelder anerkendte romanens betydning, men var skuffede over, at den ikke var en ny Vredens druer. I forbindelse med tildelingen af Nobelprisen det følgende år omtalte det svenske akademi dog romanen ganske anderledes positivt: "Her nåede han samme standard, som han havde ramt med Vredens druer. Igen opretholder han sin plads som en uafhængig fremstiller af sandheden med et fordomsfrit instinkt for, hvad der er det egentlige Amerika, det være sig godt eller dårligt."
Kritikken af denne roman samt ramaskriget ved tildelingen af Nobelprisen i 1962 var tilsyneladende grunden til, at han i sine sidste seks år ikke skrev mere skønlitteratur.

### Nobelprisen
I 1962 modtog John Steinbeck Nobelprisen i litteratur for sin "sit realistiske og fantasifulde forfatterskab, der kombinerer solidarisk humor med dybfølt social indsigt". Valget blev stærkt kritiseret og beskrevet som "en af akademiets største fejltagelser" i en svensk avis. Også den amerikanske presse var kritisk; således spurgte The New York Times, hvorfor prisen blev givet til en forfatter, hvis "begrænsede talent i hans bedste bøger er tynget ned af tiendeklasses filosofi" og noterede sig, at "prisens internationale karakter og den tyngde, der hører til, giver anledning til spørgsmålet om mekanismen i udvælgelsen og om, hvor nært et forhold til nutidig amerikansk litteratur, komiteen har (...) Vi finder det interessant, at hæderen ikke gik til en forfatter (...) hvis betydning, indflydelse og samlede værker allerede har afsat et mere tydeligt præg på vor tidsalders litteratur." Steinbeck blev på dagen, hvor modtageren blev afsløret, spurgt, om han mente, at han fortjente den, til hvilket han svarede: "Ærligt talt, nej". Jackson Benson, som har skrevet en biografi om Steinbeck, anfører: "Denne pris var en af de få i verden, som man ikke kunne købe eller opnå gennem politiske manøvrer. Det var simpelt hen, fordi komiteen fandt frem til afgørelsen (...) ud fra sine egne kriterier frem for at gå efter 'de aktuelle strømninger i amerikansk litteratur', som den blev defineret af de ledende kritikere, at prisen har værdi." I sin takketale senere samme år i Stockholm sagde Steinbeck: 
 Forfatteren er betroet at erklære og fejre den allerede beviste kapacitet, som mennesket har til storhed i hjerte og ånd - for høviskhed i nederlag, for mod, medfølelse og kærlighed. I den endeløse kamp mod svaghed og desperation er dette den lysende markering af håb til efterlevelse. Jeg mener, at en forfatter, der ikke tror på menneskets fuldkommenhedsgørelse ikke har nogen dedikation eller plads i litteraturen.

 — John Steinbecks takketale ved Nobeluddelingen.
I 2012, da Nobelprisen åbnede sine arkiver efter 50 år, kom det frem, at valget af Steinbeck var et kompromis blandt de forfattere, der var med i opløbet. Det drejede sig ud over Steinbeck om briterne Robert Graves og Lawrence Durell, den franske dramatiker Jean Anouilh og danske Karen Blixen. Dokumenterne viste, at han var valgt som den mindst ringe af kandidaterne. "Der er ikke en oplagt kandidat til Nobelprisen, og komiteen er i en lidet misundelsesværdig situation," skrev komitemedlemmet Henry Olsson. Skønt komiteen mente, at Steinbecks bedste arbejder lå et stykke tilbage i 1962, mente komitemedlemmet Anders Österling dog, at udgivelsen af romanen Vort mismods vinter viste, at "efter nogle tegn på nedgang i de senere år [har Steinbeck] genvundet sin position som social sandhedsfortæller [og er en] autentisk realist fuldt på niveau med forgængerne Sinclair Lewis og Ernest Hemingway."
Steinbeck var ganske beskeden om sit eget forfattertalent, men han talte åbent om sin beundring for visse andre skribenter. I 1953 skrev han, at han opfattede tegneserieskaberen Al Capp, ophavsmand til serien Li'l Abner, som "muligvis den bedste skribent i verden". På den første pressekonference med ham efter afsløringen af tildelingen af Nobelprisen til ham blev han spurgt om sine yndlingsforfattere og -værker, og hertil svarede han: "Hemingways noveller og næsten alt, hvad Faulkner har skrevet."
I september 1964 tildelte præsident Lyndon B. Johnson ham Presidential Medal of Freedom.
I 1967 rejste Steinbeck på foranledning af bladet Newsday til Vietnam for at skrive om krigen. Steinbeck opfattede Vietnamkrigen som en heltemodig indsats og blev betragtet som høg for sine synspunkter på krigen. Hans ene søn gjorde tjeneste i Vietnam i tiden op til hans død, og John Steinbeck besøgte sin anden søn på slagmarken. I den forbindelse fik han lov til at bemande en maskingeværposition på en base om natten, mens hans søn og andre medlemmer af dennes deling sov.

## Privatliv og død
Steinbeck var gift tre gange. I perioden 1930-1943 var han gift med Carol Henning; parret var barnløst. 1943-1948 var han gift med Gwyndolyn "Gwyn" Conger, med hvem han fik de to sønner, Thomas "Thom" Steinbeck (1944-2016) og John Steinbeck IV (1946-1991), og 1950 til sin død var han gift med Elaine Scott.
Ægteskabet med Gwyn Conger blev opløst på hendes foranledning, hvilket skete samtidig, som Steinbecks gode ven gennem mange år, Ed Ricketts, døde. I maj 1948 var denne blevet alvorligt såret i en ulykke, hvor et tog havde ramt hans bil. Steinbeck ilede til Californien for at være hos ham, men Ricketts døde få timer, før Steinbeck kom frem. I tilknytning hertil blev han mødt med Gwyns ønske om skilsmisse, hvilket fik effekt fra august samme år. Steinbeck var i flere år efter Ricketts død samt i begyndelsen også skilsmissen stærkt deprimeret.
Sin tredje hustru, Elaine, mødte Steinbeck første gang på en restaurant i Carmel, Californien i juni 1949. De begyndte at komme sammen, og i december det følgende år giftede de sig, en uge efter at Elaine var blevet skilt fra skuespilleren Zachary Scott.
John Steinbeck døde 20. december 1968 af hjerte-karsygdom og hjerteinsufficiens. Han var 66 år gammel og havde røget hele sit liv. En obduktion viste et næsten helt lukket aorta. Efter hans eget ønske blev han kremeret og bisat 4. marts 1969 på Hamilton-familegravstedet i Salinas sammen med sine forældre og bedsteforældre på mødrene side. Hans tredje hustru, Elaine, blev begravet samme sted ved hendes død i 2004.